# Sainte-Colombe (Landas)
Sainte-Colombe es una comuna francesa situada en el departamento de Landas, en la región de Nueva Aquitania.

## Demografía
| 435 | 432 | 392 | 373 | 407 | 456 | 636 |
| Para los censos de 1962 a 1999 la población legal corresponde a la población sin duplicidades (Fuente: INSEE [Consultar]) |     |     |     |     |     |     |